# Saison 2012 des Indians de Cleveland
La saison 2012 des Indians de Cleveland est la 112e saison en Ligue majeure de baseball pour cette équipe.
Avec 12 victoires de moins qu'en 2011, les Indians glissent de la deuxième à la quatrième place de la division Centrale de la Ligue américaine et complètent la saison avec 68 gains et 94 défaites.

## Contexte
Les Indians sont l'une des belles surprises de la saison 2011, du moins dans la première moitié du calendrier régulier. Partis d'une 4e place sur 5 équipes dans leur division en 2010, ils occupent le premier rang de la section Centrale de la Ligue américaine sans interruption du 7 avril au 13 juin 2011 et sont en première place aussi tard que le 20 juillet, pour un total de 96 jours au premier rang durant l'année. Avant la date limite des transactions, fin juillet, les Indians transfèrent quatre jeunes joueurs aux Rockies du Colorado pour acquérir le lanceur Ubaldo Jiménez. Mais la seconde moitié de la saison n'est pas à la hauteur pour Cleveland, et la jeune équipe perd du terrain, concédant le championnat de la division aux Tigers de Détroit. Les Indians complètent la saison 2011 avec 80 victoires et 82 défaites, en seconde place dans la section Centrale. Après la fin de la saison, Asdrúbal Cabrera fait suite à une première invitation au match des étoiles en acceptant son premier Bâton d'argent du meilleur joueur d'arrêt-court offensif en Ligue américaine.

## Intersaison
Le 23 novembre 2011, le voltigeur Grady Sizemore, qui a joué ses 8 saisons dans les majeures avec Cleveland, signe un nouveau contrat d'une année avec les Indians. Mais durant l'entraînement de printemps 2012, il doit être opéré au dos et se retrouve hors jeu pour de deux à trois mois.
Les Indians font signer des contrats des ligues mineures à plusieurs joueurs : l'ancien receveur des Cards et des Rockies Matt Pagnozzi, les joueurs de champ intérieur Argenis Reyes et José López, le voltigeur Felix Pie en provenance des Orioles de Baltimore, le lanceur de relève Robinson Tejada qui vient de jouer quatre saisons à Kansas City, le voltigeur Fred Lewis, les joueurs de troisième but Andy LaRoche et Ryan Rohlinger, le releveur Jeremy Accardo.
Trois anciens des Rays de Tampa Bay se joignent aux Indians : le joueur de premier but Casey Kotchman signe le 3 février 2012 un contrat d'une saison pour 3 millions de dollars, le releveur Dan Wheeler accepte un contrat des ligues mineures le 26 janvier après avoir joué 2011 à Boston et le contrat du joueur d'avant-champ Russ Canzler est acheté de Tampa le 31 janvier.
Le 21 mars, le lanceur droitier Rick VandenHurk est réclamé des Blue Jays de Toronto via la procédure de ballottage. En revanche, un autre lanceur droitier, Josh Judy, prend le chemin de Cincinnati de la même façon.
Le 16 décembre 2011, le voltigeur Aaron Cunningham est échangé aux Indians par les Padres de San Diego en retour du lanceur des ligues mineures Cory Burns.
Le 29 mars, les Indians obtiennent le lanceur droitier Jairo Asencio après une transaction avec les Braves d'Atlanta.
Les voltigeurs Austin Kearns et Travis Buck ne reviennent pas chez les Indians en 2012.

## Calendrier pré-saison
L'entraînement de printemps des Indians s'ouvre en février et le calendrier de matchs préparatoires précédant la saison s'étend du 3 mars au 3 avril 2012.
Les derniers jours du camp sont marqués par un incident : le 1er avril 2012, Ubaldo Jiménez atteint d'un lancer son ancien coéquipier des Rockies du Colorado, Troy Tulowitzki, qui reçoit la balle sur l'épaule gauche. Jiménez se dirige immédiatement vers le frappeur pour le confronter, les bancs des deux équipes se vident mais aucun coup n'est porté. Au cours du printemps, Jiménez avait critiqué son ancienne équipe alors que certains joueurs des Rockies, dont Tulowitzki, avaient répondu à leur ancien coéquipier via les médias. Jiménez fait appel de la suspension de 5 parties qui est annoncée par la ligue le 2 avril et peut amorcer la saison 2012 des Indians, mais il abandonne plus tard l'appel et purge la suspension.

## Saison régulière
La saison régulière des Indians se déroule du 5 avril au 3 octobre 2012 et prévoit 162 parties. Le match d'ouverture a lieu le 5 avril à Cleveland lors de la visite des Blue Jays de Toronto.

### Avril
- 5 avril : À Cleveland, les Indians et les Blue Jays de Toronto disputent le plus long match d'ouverture de l'histoire des Ligues majeures[28]. Toronto l'emporte 7-4 en 16 manches de jeu.
- 17 avril : Johnny Damon, sans contrat à l'ouverture de la saison, signe avec les Indians[29].

### Août
- 9 août : Les Indians libèrent Johnny Damon[30].

### Septembre
- 27 septembre : Les Indians (66 victoires, 91 défaites) congédient leur manager Manny Acta et le remplacent par Sandy Alomar, Jr.[31].

### Octobre
- 6 octobre : Terry Francona est nommé manager des Indians pour la saison 2013[32].

### Classement
| Ligue américaine (Division Centrale) | V  | D  | %    | Diff. |
| ------------------------------------ | -- | -- | ---- | ----- |
| Tigers de Détroit                    | 88 | 74 | ,543 | -     |
| White Sox de Chicago                 | 85 | 77 | ,525 | 3     |
| Royals de Kansas City                | 72 | 90 | ,444 | 16    |
| Indians de Cleveland                 | 68 | 94 | ,420 | 20    |
| Twins du Minnesota                   | 66 | 96 | ,407 | 22    |

## Affiliations en ligues mineures
| Niveau            | Équipe                    | Ligue                   |
| ----------------- | ------------------------- | ----------------------- |
| AAA               | Clippers de Columbus      | Ligue internationale    |
| AA                | Aeros d'Akron             | Eastern League          |
| A-Advanced        | Indians de Kinston        | Carolina League         |
| A                 | Lake County Captains      | Midwest League          |
| A (saison courte) | Mahoning Valley Scrappers | New York - Penn League  |
| Ligue des recrues | Arizona League Indians    | Arizona League          |
| Ligue des recrues | DSL Indians               | Dominican Summer League |